# Riccordia ricordii
Lo smeraldo cubano, anche smeraldo di Cuba o colibrì smeraldo di Cuba (Riccordia ricordii (Gervais, 1835), anteriore Chlorostilbon ricordii) è un uccello della famiglia Trochilidae. Conosciuto localmente come zun-zun, è uno dei due uccelli nazionali di Cuba.

## Descrizione
Il maschio, è verde scuro con sfumature azzurro metallico, la coda è biforcata ed il becco lungo ed appuntito. La femmina, è simile con i fianchi verdi meno appariscenti, mentre la biforcazione della coda è un po' meno marcata. Entrambi i sessi hanno punteggiature biancastre dietro l'occhio.

## Distribuzione e habitat
È presente nel Centro America ed in particolare in una vasta gamma di habitat semiaperti a Cuba e nelle isole Bahamas.

## Biologia
Gli uccelli appartenenti a questa specie sono colibrì molto attivi e territoriali. Sono facilmente osservabili, durante il giorno, spostarsi velocemente di fiore in fiore nelle zone verdeggianti ed ombrose, limitrofe ai litorali.

### Alimentazione
Questi colibrì si alimentano prevalentemente di nettare e di insetti ed hanno un ruolo attivo nell'impollinazione di diverse specie di fiori.